# 35. Touloni Ifjúsági Torna
A 2007-es Touloni Ifjúsági Torna a Touloni Ifjúsági Torna 35. kiírása volt, melyet 2007. május 31. és június 9. között rendeztek meg Franciaországban. Az utánpótlástornát U21-es válogatottak (21 éven aluli játékosok) részvételével rendezték meg. A tornát a házigazda francia labdarúgó-válogatott nyerte, miután a döntőben 3–1-re legyőzte a kínai labdarúgó-válogatottat.

## Selejtezők
A verseny meghívásos alapon működik, tehát nincs kvalifikáció a tornára, és a torna sem ad indulási jogot egy másik eseményen (természetesen a házigazda francia válogatott automatikus résztvevő).

## Résztvevők
- Elefántcsontpart
- Franciaország (házigazda)
- Ghána
- Hollandia
- Japán
- Kína
- Németország
- Portugália

## A 2007-es torna szabályai
A mérkőzések lebonyolítási rendszere teljes mértékben megegyezik a labdarúgás általános szabályaival, azzal a kivétellel, hogy a mérkőzések 2x40 percig tartanak, illetve a rendes játékidő (azaz 2x40 perc) letelte után az egyenes kiesési szakasz során döntetlen eredmény esetén nincs hosszabbítás, hanem automatikusan a büntetőrúgások következnek, ami eldönti a továbbjutó csapat kilétét.

## Helyszínek
| Helyszín          | Stadion         |
| ----------------- | --------------- |
| Aubagne           | Stade De Lattre |
| Hyères            | Stade perruc    |
| Toulon            | Stade Mayol     |
| La Londe          | Stade Vitria    |
| La Seyne          | Stade Marquet   |
| Solliès-Pont      | Stade Murat     |
| Saint-Cyr-sur-Mer | Stade Saulnier  |

## Játékvezetők
| Afrika - Doué Noumandiez Désiré - Joseph Odartey Lamptay Ázsia - Tojo Minoru - Tan Haj | Európa - Joeri Van der Velde - Fredy Fautrel - Peter Sippel - William Collum - Markus Strömbergsson |

## Eredmények
Minden időpont helyi idő szerinti (CEST)

### Csoportkör

#### A csoport
| Csapat           | M | Gy | D | V | Rg | Kg | Gk | P |
| ---------------- | - | -- | - | - | -- | -- | -- | - |
| Franciaország    | 3 | 3  | 0 | 0 | 11 | 2  | +9 | 9 |
| Elefántcsontpart | 3 | 1  | 1 | 1 | 1  | 2  | –1 | 4 |
| Japán            | 3 | 1  | 0 | 2 | 3  | 7  | –4 | 3 |
| Németország      | 3 | 0  | 1 | 2 | 2  | 6  | –4 | 1 |

| 2007. május 31. 19:00 | Franciaország        | 2 – 0                 | Elefántcsontpart | Toulon, Stade Mayol Játékvezető: Strömbergsson (svéd) |
| 2007. május 31. 19:00 | Gameiro 26' Rémy 65' | (1 – 0) (Jegyzőkönyv) |                  | Toulon, Stade Mayol Játékvezető: Strömbergsson (svéd) |

| 2007. május 31. 21:00 | Japán            | 2 – 1   | Németország | Toulon, Stade Mayol Játékvezető: Van der Velde (belga) |
| 2007. május 31. 21:00 | Morisima 58' 59' | (0 – 1) | Ebert 22'   | Toulon, Stade Mayol Játékvezető: Van der Velde (belga) |

| 2007. június 2. 17:00 | Elefántcsontpart | 0 – 0 | Németország | Hyères, Stade perruc Játékvezető: Tan (kínai) |
| 2007. június 2. 17:00 |                  |       |             | Hyères, Stade perruc Játékvezető: Tan (kínai) |

| 2007. június 2. 19:00 | Franciaország                                          | 5 – 1                 | Japán        | Hyères, Stade perruc Játékvezető: Collum (skót) |
| 2007. június 2. 19:00 | Chakouri 18' Louvion 57' Boukari 59' Rémy 67' Faty 76' | (1 – 0) (Jegyzőkönyv) | Havenaar 44' | Hyères, Stade perruc Játékvezető: Collum (skót) |

| 2007. június 4. 19:00 | Elefántcsontpart | 1 – 0   | Japán | La Londe, Stade Vitria |
| 2007. június 4. 19:00 | Tanoh 58'        | (0 – 0) |       | La Londe, Stade Vitria |

| 2007. június 4. 19:00 | Franciaország                   | 4 – 1                 | Németország | Aubagne, Stade De Lattre Játékvezető: Strömbergsson (svéd) |
| 2007. június 4. 19:00 | Abdoun 4' Pentecôte 30' 41' 58' | (2 – 0) (Jegyzőkönyv) | Dejagah 78' | Aubagne, Stade De Lattre Játékvezető: Strömbergsson (svéd) |

#### B csoport
| Csapat     | M | Gy | D | V | Rg | Kg | Gk | P |
| ---------- | - | -- | - | - | -- | -- | -- | - |
| Kína       | 3 | 2  | 1 | 0 | 5  | 3  | +2 | 7 |
| Portugália | 3 | 1  | 2 | 0 | 2  | 1  | +1 | 5 |
| Hollandia  | 3 | 0  | 2 | 1 | 2  | 3  | –1 | 2 |
| Ghána      | 3 | 0  | 1 | 2 | 2  | 4  | –2 | 1 |

| 2007. június 1. 19:00 | Kína    | 1 – 1   | Portugália | Toulon, Stade Mayol Játékvezető: Tojo (japán) |
| 2007. június 1. 19:00 | Tao 65' | (0 – 0) | Gama 70'   | Toulon, Stade Mayol Játékvezető: Tojo (japán) |

| 2007. június 1. 21:00 | Hollandia   | 1 – 1   | Ghána     | Toulon, Stade Mayol Játékvezető: Sippel (német) |
| 2007. június 1. 21:00 | Luijckx 80' | (1 – 0) | Bekoe 19' | Toulon, Stade Mayol Játékvezető: Sippel (német) |

| 2007. június 3. 19:00 | Kína | 2 – 1   | Hollandia | La Seyne, Stade Marquet |
| 2007. június 3. 19:00 | Ning | (1 – 1) | Agustien  | La Seyne, Stade Marquet |

| 2007. június 3. 21:00 | Ghána  | 0 – 1   | Portugália | La Seyne, Stade Marquet |
| 2007. június 3. 21:00 | Yahaya | (0 – 1) | Gama       | La Seyne, Stade Marquet |

| 2007. június 5. 19:00 | Portugália | 0 – 0              | Hollandia | Saint-Cyr-sur-Mer, Stade Saulnier Játékvezető: Doue (elefántcsontparti) |
| 2007. június 5. 19:00 |            | Maruanaya 61′, 79′ |           | Saint-Cyr-sur-Mer, Stade Saulnier Játékvezető: Doue (elefántcsontparti) |

| 2007. június 5. 19:00 | Kína                                 | 2 – 1   | Ghána      | Sollies-Pont, Stade Murat Játékvezető: Fautrel (francia) |
| 2007. június 5. 19:00 | Tao 44' Ning 65' Csien Csün 57′, 77′ | (0 – 1) | Clottey 9' | Sollies-Pont, Stade Murat Játékvezető: Fautrel (francia) |

### Egyenes kieséses szakasz
|  |                    |                  |           |                    |   |               |               |       |
|  | Elődöntők          | Elődöntők        | Elődöntők |                    |   | Döntő         | Döntő         | Döntő |
|  | Elődöntők          | Elődöntők        | Elődöntők |                    |   | Döntő         | Döntő         | Döntő |
|  | június 7. – Toulon |                  |           |                    |   |               |               |       |
|  |                    |                  |           |                    |   |               |               |       |
|  | Kína               | Kína             | 0 (5)     |                    |   |               |               |       |
|  | Kína               | Kína             | 0 (5)     | június 9. – Toulon |   |               |               |       |
|  | Elefántcsontpart   | Elefántcsontpart | 0 (3)     |                    |   |               |               |       |
|  | Elefántcsontpart   | Elefántcsontpart | 0 (3)     |                    |   | Franciaország | Franciaország | 3     |
|  | június 7. – Toulon |                  |           |                    |   | Franciaország | Franciaország | 3     |
|  |                    |                  | Kína      | Kína               | 1 |               |               |       |
|  | Franciaország      | Franciaország    | Kína      | Kína               | 1 | 1             |               |       |
|  | Franciaország      | Franciaország    |           |                    |   |               |               |       |
|  | Portugália         | Portugália       | 0         |                    |   |               |               |       |
|  | Portugália         | Portugália       | 0         | Bronzmérkőzés      |   |               |               |       |
|  |                    |                  |           |                    |   |               |               |       |
|  | június 9. – Toulon |                  |           |                    |   |               |               |       |
|  |                    |                  |           |                    |   |               |               |       |
|  | Elefántcsontpart   | Elefántcsontpart | 0 (5)     |                    |   |               |               |       |
|  | Elefántcsontpart   | Elefántcsontpart | 0 (5)     |                    |   |               |               |       |
|  | Portugália         | Portugália       | 0 (4)     |                    |   |               |               |       |
|  | Portugália         | Portugália       | 0 (4)     |                    |   |               |               |       |

#### Elődöntők
| 2007. június 7. 19:00 | Kína | 0 – 0 11-esekkel: 5 – 3 | Elefántcsontpart | Toulon, Stade Mayol Játékvezető: Fautrel (francia) |
| 2007. június 7. 19:00 |      |                         |                  | Toulon, Stade Mayol Játékvezető: Fautrel (francia) |

| 2007. június 7. 21:00 | Franciaország                    | 1 – 0                 | Portugália | Toulon, Stade Mayol Játékvezető: Collum (skót) |
| 2007. június 7. 21:00 | Gameiro 28' Moutaouakil 47′, 76′ | (1 – 0) (Jegyzőkönyv) |            | Toulon, Stade Mayol Játékvezető: Collum (skót) |

#### 3. helyért
| 2007. június 9. 19:00 | Elefántcsontpart | 0 – 0 11-esekkel: 5 – 4 | Portugália | Toulon, Stade Mayol Játékvezető: Tan (kínai) |
| 2007. június 9. 19:00 |                  |                         |            | Toulon, Stade Mayol Játékvezető: Tan (kínai) |

#### Döntő
| 2007. június 9. 21:00 | Franciaország       | 3 – 1                 | Kína    | Toulon, Stade Mayol Játékvezető: Sippel (német) |
| 2007. június 9. 21:00 | Gameiro 13' 25' 46' | (2 – 0) (Jegyzőkönyv) | Haj 75' | Toulon, Stade Mayol Játékvezető: Sippel (német) |

| 35. Touloni Ifjúsági Torna bajnoka: |
| ----------------------------------- |
| FRANCIAORSZÁG 11. cím               |

| Aranycipő:    | Aranylabda:   | Fair Play-díj: |
| ------------- | ------------- | -------------- |
| Kevin Gameiro | Kevin Gameiro | Németország    |

## Díjak
A torna gólkirályi címét Kevin Gameiro szerezte meg 5 találattal. Ehhez nagy mértékben hozzájárult a döntőben szerzett klasszikus mesterhármasa, de a csoportmérkőzések során is eredményes tudott lenni, valamint az elődöntőben is az ő találatával nyertek a kékek a portugál válogatott ellen, és jutottak be a döntőbe. A góljait Elefántcsontpart, Portugália és Kína ellen szerezte.
A tornán nem csak ő szerzett mesterhármast, csapattársa, Xavier Pentecôte a németek elleni csoportmérkőzésen tudott háromszor eredményes lenni.
A torna legjobb játékosának járó díjat szintén Gameiro kapta. Mögötte a portugál Bruno Gama végzett a második helyen, míg a harmadik a kínai Jü Haj lett, aki a döntőben a kínaiak szépítő találatát szerezte a franciák ellen.
A Fair Play-díjat a csoportkör után búcsúzó német válogatott kapta meg, amely csupán három sárga lapot gyűjtött össze.

## Gólszerzők
| 5 gólos - Kevin Gameiro 3 gólos - Xavier Pentecôte - Csiang Ning 2 gólos - Loïc Rémy - Morisima Jaszuhito - Csen Tao - Bruno Gama | 1 gólos - Jacques Alain Tanoh - Djamel Abdoun - Abdoulrazak Boukari - Mohamed Chakouri - Ricardo Faty - Cyriaque Louvion - Eric Bekoe - Emmanuel Clottey - Kemy Agustien - Kees Luijckx - Mike Havenaar - Jü Haj - Ashkan Dejagah - Patrick Ebert |